# ムシウタbug
『ムシウタbug』は、岩井恭平による日本のライトノベル。イラストはるろお。『ザ・スニーカー』で2004年2月号から2008年10月号まで連載され、角川スニーカー文庫から文庫版が2004年7月から2008年12月まで刊行された『ムシウタ』の短編作品にあたる。本編の数年前の物語が一之黒亜梨子の視点で描かれており、中編と本編をつなげている。
ムシウタ本編のアニメDVDの特典として、ムシウタbugのドラマCDが製作されている。

## あらすじ
ホルス聖城学園中等部に通っている一之黒亜梨子には、花城摩理という親友がいた。亜梨子は病気で学校に通えない摩理の病室を毎日のように訪れていたが、摩理は一年前にこの世を去ってしまう。
それと同じ頃、亜梨子の前に銀色のモルフォチョウが現れるが、それはいなくなってしまった花城摩理に憑いていた異形の怪物、“虫”だった。親友に“虫”を託された亜梨子は、虫憑きとは一体何なのかを知りたいと強く願うようになる。 
そんな時、亜梨子の目の前に虫憑きを監視する政府の極秘機関、特別環境保全事務局（以下、特環）から送り込まれた少年、“かっこう”こと薬屋大助が現れる。そして亜梨子と大助は、モルフォチョウとその周囲に現れる人々に翻弄されながらも、なぜ摩理は亜梨子に“虫”を託したのか、虫憑きとは一体何か、という疑問の答えを探し始める。

## 登場人物
付記されている声優はドラマCD版のもの。

### 主要人物
一之黒 亜梨子（いちのくろ ありす） / “槍型” / “槍使い”
声：水樹奈々
『ムシウタbug』のヒロイン。ホルス聖城学園中等部に通っている。良家の生まれで武術全般を叩き込まれた戦うお嬢様。大助が他の虫憑きを欠落者にしようとするのを止めようとするほどのお人好し。摩理とは親友で、摩理の“虫”を託されてから「虫憑きとは何か」の答えを探すようになった。
播本潤の事件で大助と知り合い、以降は特環の監視を受けるようになる。虫憑きではなかったが摩理の“虫”が憑いていたため虫憑きと認定された。
摩理の“虫”は亜梨子が危機に陥ったときのみ棒状の物質と同化して銀槍を作り出す。虫憑きに認定されてからは特環から銀色のロッドを支給される。
摩理の遺志を見つけ出すという切っ掛けから虫憑きの騒動に巻き込まれたと思っていたが、実際には亜梨子自身が大切な人との離別を信じられず、摩理を引き戻したことが発端。一般人との狭間でどちらが自分の日常なのか迷い傷ついたが、虫憑きである大助やハルキヨ、リナたちにも怖れず接し、強い虫憑きたちの間に立って並び立たせ、虫憑き同士の争いをやめさせるという決意を抱くことになる。
“流星群の夜”に、摩理との別れや“アキ”ら分離型虫憑きが目前で次々と欠落者になってしまい一度は落胆してしまうものの、自らの夢をモルフォチョウに与え成虫化を抑えつつ“不死の虫憑き”の“虫”と共に大切な人達との再会を信じてモルフォチョウの銀繭の中で深い眠りについた。
“流星群の夜”の後に一号指定に認定される。 夢は「“虫憑き”を救いたい」。
ザ・スニーカー誌上ではケモノマンの対として“ケモノポニー”と呼ばれる。
なお、本編でも「槍使いの少女」など、彼女のことと思われる単語が何度か出ている。
薬屋 大助（くすりや だいすけ） / “かっこう”
声：浅沼晋太郎
本編の主人公。ホルス聖城学園に虫憑きの調査に来た特環東中央支部局員、監視班所属で火種一号の同化型虫憑き。憑いている“虫”は緑色のかっこう虫。
播本潤の事件で亜梨子と知り合い、以降は監視の名目でホルス聖城学園に転入してきた。一之黒家に居候している。中央本部のお膝元では大っぴらに活動できず、命令違反等で一度は火種二号に降格されてしまう。しかしハルキヨ撃退の功績により再び火種一号に認定される。
普段は人畜無害な少年を演じているが、実は圧倒的な戦闘力を持ち、他の虫憑きを容赦なく狩る「悪魔」と怖れられ最強の虫憑きとして特環を象徴するとすら言われる存在だが、亜梨子たち（特に恵那）にからかわれて赤くなるなど初心な面もある。
花城摩理に関わるうちに、亜梨子と共に虫憑きについての謎に直面し、「虫憑きとは何か」ということに改めて向き合っていくこととなる。
花城 摩理（はなしろ まり） / “ハンター”
声：小清水亜美
ホルス聖城学園中等部の生徒で、亜梨子の親友。生まれつき体が弱いために学校に通うことができず、心不全で死亡。同化型虫憑きで、憑いていた“虫”は銀色のモルフォチョウ。松葉杖などの棒状の物体と同化して銀槍を作りだす。銀槍での直接物理攻撃、鱗粉放出による中～遠距離攻撃、鱗粉による感知能力と領域支配能力、また鱗粉で“虫”の能力を眠らせることが出来る。“虫”との同化速度も“かっこう”を大きく上回るなど、生前は“先生”から最強の虫憑きと評されていた。また病気のため死に絶望していた為、精神攻撃は全く効かない。
モルフォチョウは、虫憑き世界のバグでありイレギュラーの“虫”として、他人の夢を喰う事ができ、また“虫”そのものを眠らせる能力を持つ。
“先生”から虫憑きについて多くを聞いており、“不死”の虫憑きに会うために他の虫憑きを狩っていたことから“ハンター”と呼ばれ特環にも目をつけられていた。また、仲間を無関係に殺されていたとしてリナとその仲間からの怒りも買っていた。体が弱く病院に篭りきりだったが、虫憑きを狩りにいくときは“虫”と同化することで体力を上げていた。
肉体としては死んでいるが、主に亜梨子の体が危機的状況に陥った際に”虫”を通して花城摩理としての人格を表出させ、戦う。ただ、花城摩理＝”虫憑き”としての記録は特環のデータベースにも残っていなかったがために（”ハンター”と花城摩理の結びつきは完全にはされていない）一部では亜梨子の二重人格、あるいは自作自演と思われてしまっている。
流星群の夜に、自身を覚えてくれるみんながいるという事実に気づき、”先生”が教えてくれた「魔法の薬」の本当の意味に気づく。
幼いころから病弱だったため、夢はただ「生きる」ことだった。「魔法の薬」という絵本を気に入り自分の境遇と重ねていた。

### ホルス聖城学園中等部
西園寺 恵那（さいおんじ えな）
声：喜多村英梨
亜梨子の親友、ホルス聖城学園中等部の生徒で活発で茶目っ気がある少女。良家の三女でなんでも器用にこなすが、何に対しても真剣になれず同じように普通を装っている大助に対して思うところがある。何を考えているのか分からないところがあり大助も彼女のことを警戒している。大助に熱を上げているように見えるがその真意は不明。
過去に亜梨子達と共に虫憑き同士の戦いに巻き込まれたことがあり、その時から虫憑きを嫌悪している。
大助を入れた仲良しグループで過ごす毎日がずっと続けばいいと願っており、“大喰い”に目を付けられる。
九条 多賀子（くじょう たかこ）
声：沢城みゆき
亜梨子の親友、ホルス聖城学園中等部の生徒でお淑やかな少女。虫憑きと遭遇しても落ち着いていられるほどの芯の強さを持つ。幼馴染の播本潤のことを気遣っていた。播本潤の事件で大助の正体と亜梨子の現状を知っている数少ない一般人。
御嶽 アンネリーゼ（みたけ アンネリーゼ） / “霞王（かすおう）”
声：井上麻里奈
特環中央本部局員、戦闘班所属で特殊型虫憑き。憑いている“虫”は死番虫（デス・ウォッチ）で黒い霞を媒体としている。
霞で無数の爪を形作って戦う近接戦闘を得意としており、また霞の密度を高めて防御壁を形成することも出来る“かっこう”に匹敵する戦闘力を持つが、口実を見つけてはすぐに戦い問題を起こすために「戦闘狂」と恐れられ、戦闘を優先するあまりに任務達成率が低く未だに無指定。大助の不在時には代わりに亜梨子の監視役に就く。
ドイツ人の母と日本人の父のハーフで金髪の美少女。ホルス聖城に通っている時は猫を被っており、片言の日本語をしゃべる帰国子女のお嬢様を演じているが、実際は荒々しい男言葉で喋り、性格も粗野で凶暴。
アクション戦隊ものに目がなく、お気に入りは「肉食戦隊ケモノマン」。趣味が高じてその関連グッズであっさり買収され、任務よりもヒーローショーを優先するなど任務達成率や信頼性の低さに拍車をかけている。
出身はドイツのミュンヘン、幼い頃から様々な教養を身につけて生きてきたが、教養深いアンネリーゼを欲した祖母によって両親が陥れられ、失意の中で自分から全てを奪った祖母に従い来日。奪われた全てを取り戻したいと願ったために“浸父”に虫憑きにされ、祖母や一族の人間を追い出し“軋み屋敷の亡霊”と噂されていたところを“かっこう”に捕獲された。土師とは、「特環の誰よりも強くなったら君を救う」という約束をしている。
かつては教養深く、知識や教養こそが自分を守ると信じ、堕落や怠惰、無教養を嫌っていた。しかし逆に身につけた教養故に自分が全てを失ったという心の隙を“浸父”に突かれて歪められ、知識や教養に背を向けて戦闘狂となった。
宇野 ノイル（うの ノイル） / “かなかな”
特環中央本部局員、所属不明の特殊型虫憑き。憑いている“虫”はヒグラシで、音叉のような音を伴う衝撃音を媒体としている。また衝撃音を駆使して空中を自在に移動することもできる。
虫憑きとして認定された亜梨子の号指定監査の名目で亜梨子の監視任務につくが、実際は亜梨子を暴走させ危険度を測った後に排除するための刺客であり、魅車の直属。監査結果は“かっこう”が脅したため「保留」になった。
情緒不安定の気があり、すぐ脱いで謝ろうとする。
播本 潤（はりもと じゅん）
声：鈴木千尋
ホルス聖城学園中等部の生徒で多賀子の幼馴染。“大喰い”に夢を食べられ虫憑きとなった。暴走していたが亜梨子によって欠落者となった。

### 特別環境保全事務局
一玖 皇嵩（いちく きみたか） / “不死”の虫憑き
生前の花城摩理が探し求めていた“不死”の虫憑きその人にして、特環中央本部長。
虫憑きでありながら何故か特環で最も権力がある位置についている。左右色違いのサングラスに奇妙な髪形をした少年の風貌をした二十代の青年。憑いている“虫”は無限に生まれるクマムシの大群。“虫”の能力はどんな負傷からもほぼ一瞬で復活する自己修復能力であり、“大喰い”に多大な恩恵を与えている虫憑きである。実は衣服も含めた全身が無数のクマムシによって形作られており、自分の体を自由自在に形を変えられる。また、クマムシは他の“虫”を喰らう虫喰いという特異な力を持つ。戦闘力も極めて高く、不死の特性も相まって一号指定の虫憑きとすらも互角以上に渡り合う。
自身も“虫憑き”でありながら、“虫憑き”を「無駄の塊」とまで言い切るなど、“虫憑き”を心の底から激しく憎悪しているが、“資質”を見出した一号指定に並々ならぬ関心を抱き、自ら摩理やハルキヨの“資質”を見出すために出向いたこともある。
“虫憑き”の生まれ続ける現状を守る一方で、本心では“虫”の存在を受け入れた世界に絶望している。
「流星群の夜」にモルフォチョウの能力によって虫を封印され、亜梨子と共に深い眠りにつく。
魅車 八重子（みぐるま やえこ）
中央本部副本部長。花城摩理に関する案件の担当の事務官。花城摩理の件に関するものや、それ以外にも多くの情報を持っているが、大助たちに対してそれらを意図的に隠すなど怪しい行動が目立つ。
スーツを着た長身の艶やかな美人で、常に優しげで穏やかな微笑をたたえているが、その瞳は見る者を凍りつかせる。虫憑き達に「愛している」というが、それは「虫憑きは人間ではなく化け者である」という意識を前提にしたものであり、またそう思うことについて何の疑問も持っていない。
“三匹目”殲滅任務の準備で一年ほど中央本部を離れていた。作戦のために青播磨島を住民ごと焼き払う命令を躊躇なく出し、青播磨島という名前を地上から消し去った。
夜森 寧子（よもり ねいこ） / “ねね”
声：藤田咲
仲間と特環から逃げていた遊園地で亜梨子たちと出会った特殊型虫憑き。憑いている“虫”は復元能力を持つキリギリスで歌声を媒体としている。“かっこう”らに追い詰められるも、特環に入ることで夢の続きを追うことを決意する。
非常にマイペースでのんびりとした性格。そのせいで一部からは「歌うかかし」と呼ばれ、戦闘中もマイペースにふらふらしておりあまり任務に貢献していないらしく、稀有な能力の割りに無指定。ただし、芯は強く、緊迫した状態の中ではきちんと戦闘を行う。
「クロール・ライヴ」という多大な人気を誇るインディーズバンドのボーカル。“ねね”以外のメンバーも全員虫憑きで、貴重な復元能力を持つ“ねね”の裏切りなどを防ぐための人質を兼ねて特環に所属している。
夢は好きな歌を歌い続けること。
狗狸坂 香魚遊（くりさか あゆゆ） / “ころろ”
声：中原麻衣
特環中央本部局員、実験班所属で秘種四号の特殊型虫憑き。憑いている“虫”はゲンゴロウで水を媒体としている。他の“虫”とリンクして記憶を共有することが出来るという能力を持つ。その能力で多くの虫憑きの弱みを握っているので“かっこう”と同様に多くの虫憑きに恨まれている。
擬音を口に出す妙な性癖を持っている。“かっこう”を「かっくん」と呼んで慕っており、会う度にぺろぺろしたりはむはむしたりもみもみしたりと変わったスキンシップをとる。“かっこう”の体を手に入れるためなら、どんな協力や危険も省みない。
“かっこう”の“虫”の記憶を見たことがあり、彼の目的も意思も知っている数少ない理解者の一人。
「流星群の夜」で“不死”の虫憑きに対し能力を使用して足止めするが、“虫”を喰らいつくされ欠落者となる。
堀内 愛里衣（ほりうち えりい） / エリィ / “C（シー）”
声：野中藍
黒菱市に拠点である“中心地（ハーツ）”を構え、特環中央本部のデータベースに攻撃を仕掛けていた特殊型虫憑き。憑いている“虫”はシーアゲハで電気を媒体としており情報収集能力に長ける。仲間探しをしていた亜梨子たちに説得されて特環に入る。小学生だが非常に大人びた性格と言動をしている。夢を探す手伝いをすると約束した“かっこう”に懐いており、過剰なスキンシップを取りたがる。機械オタク。
カッパの教官に指導され、高い実力を身につけ特環配属後は異種五号に指定される。特環の任務もこなしがら亜梨子の手伝いもしている。
世界中の秘密を覗いてみたいと願い“浸父”に虫憑きにされ、世の中の汚さを目の当たりにして夢を歪ませられた。しかし亜梨子たちの説得により人間的に成長し、自らの力で色んなことを知りたいと願うようになる。
“まいまい”
声：あおきさやか
特環東中央支部局員、情報班所属で特殊型虫憑き。憑いている“虫”はカタツムリ。自分の“虫”を仕込んだ機器を操ることができ、“虫”自体のシステムも相まって寄生型のコンピュータともいえる能力を持つ。また身体を丸めた自分を覆う程度の超小規模ながら高密度の領域を作り出して身を守る能力を持つ。
いつでも恐ろしいほどのハイテンションさで、舌を噛んだりドジを踏むことは日常茶飯事であり、頻繁に情報をバラしてしまう、そのため“かっこう”たち局員からは好印象を持たれていない。逆に特環の情報を探りたい亜梨子にはありがたかったりする。
かつての家庭環境が影響して、左目が見えず渦巻き模様の眼帯をしている。また声を発することが出来ないので“虫”の能力を使って携帯電話でコミュニケーションをとる。
能力自体は使い勝手は悪くないのだが、前述の通りドジも多く情報精査能力も低いため情報班としての能力には疑問が残り、また精神的にも弱い。そのため無能とされ、再訓練のために東中央支部から中央支部に派遣されていたが、その再訓練でさえも補習ばかりの上に加えてそれさえ不合格になり続けていた。
ネットアイドル“マイマイ”としてブレイク中。特技は「マイマイ体操」と声マネ。
吉原 宗近（よしはら むねちか） / “さくら”
特環西中央支部局員、開発班所属で分離型虫憑き。憑いている“虫”はサクラコガネ。“虫”の能力で物質の結合力を自在に操ることができ、その気になれば壊せないものはない。ハンマーを持った際の戦闘力は西中央支部で一、二を争う。皮肉なことに決して壊れないものを造りたい、という夢を持っている。
自分を捕獲しようとした特環局員の装備の素材が未知の物だったために特環に入ることを決意するなど、ひたすらに「道具屋」としてのスタイルを貫く職人気質な人物であり人間を嫌っている。その腕前も非常に優れ、特環の装備にも使われている“珠鋼”という強力な合金を作り出した。しかし、同化型との相性が非常に悪い。
特環に入ってからの初任務は亜梨子の装備を作成することだった。が、同化型の“虫”が温もりを求めることを突き止め、“珠鋼”を超える合金を作り出す強力なエネルギーを求めてハルキヨに喧嘩を売り、死にかけつつも強化に成功し、同化型が最高の状態で同化できる装備を作り上げた。
“空架（くうが）”
特環西中央支部、特殊班所属の分離型虫憑き。憑いている虫はオオハキリバチ。一度通った場所に光のラインを残して、再び同じ場所を通る際にそのラインに沿って滑空し高速で移動することが出来る。主に近～中距離の場所に小荷物や軽量品などの物資や装備を届ける、いわゆる配達人。配送作業を専門としている唯一の特環局員でもある。人間カーナビとも揶揄される乗り物フェチで、全国の地図と公共の乗り物を熟知している。
人の目には見えない「つながり」を保つ、というのが夢。
日下部 倫花（くさかべ りんか）
特環局員で分離型虫憑き。憑いている“虫”はヤマトカギバ。水分を吸収する能力を持つ。
氷飽市から桜架市に逃げ込んできたところを“かっこう”に捕獲された。かなりウザい性格で、友達が出来ない。虫憑きになる前の友達に会いに行くために特環の訓練施設から脱走したこともある。
伊砂 姫子（いさ ひめこ）
黒菱市のテーマパークで亜梨子が遭遇した特殊型虫憑き。憑いている“虫”はヤスデで緑色の濃霧を媒体としている。精神汚染系の能力を持ち、対象の人物の一番恐れるものを見せることができる。“虫”にヤスデを取り憑かせれば、“虫”を錯乱させて同士討ちなどを起こさせることもできる。
彼氏と別れたくないために暴走状態に陥っていたが、彼氏と別れない約束を交した後は特環に収容された。小学生。“虫”の能力により亜梨子の前には摩理が、“かっこう”の前には“かっこう”自身が現れた。
訓練の結果、自身に能力を用いることで、他人が恐怖により自分を意識しないようにすることができるようになった。また、その能力を用いて彼氏が浮気をしていないかとストーカーしているらしい。
ルーキーながらに格別の才能があり、特環に入った後に戌子の指導を受けて飛躍的に実力を高めるも、「流星群の夜」に負った重傷により前線より退く。
“疫神（やくがみ）”
全身を灰色のスーツで覆い、ゴーグル付きの錆びたガスマスクをつけ、大きな鈍色の大鎌を持つ男性。灰色の影のようなもので作った鎖や鎌で攻撃し、触れた物を傷ませる能力を持つ。
ユーコ（ゆーこ） / “首切り”
元はリナの仲間だった虫憑き。憑いている“虫”はクビキリバッタ。ギロチン台と温度の高低差を超える、限定条件ではあるが瞬間移動能力を持ち、日没時には地面との温度差により能力を最大限発揮できる。
リナに負けて行動を共にしていたが、“空架”によって自分がリナに依存していたことに気付かされ、狙っていた“空架”の荷も届けられてしまったため、“空架”と交わしていた約束通り特環に入局する。
自分を取り巻くしがらみをチョン切って高く跳びたい、というのが夢。
“四ツ葉”
赤瀬川グループ傘下の病院を乗っ取っていた特殊型虫憑き。憑いてる“虫”はヨツバノコギリクワガタ。

### ハルキヨ一味
世果埜 春祈代（せはての はるきよ） / “炎の魔人”
声：櫻井孝宏
右の頬にファイヤパターンの入れ墨を施した特殊型虫憑きの少年。憑いている“虫”はオオエンマハンミョウで炎を媒体としている。自らの夢を叶えるために花城摩理を探していたが、死んだことが分かると摩理のモルフォチョウが宿った亜梨子に目をつける。“先生”とも面識があり、特環の青播磨島での作戦時には特環局員を苦しめた。約束は守るし筋も通すが、そのための手段は選ばない。
「魔人」と形容されるその力は真に凄まじく、威力の加減が効かないほどの圧倒的な攻撃力に、同化型とも渡り合うほどの格闘能力を誇る。後に一玖皇嵩によって「一号指定の資質」を見出され、正式に異種一号の虫憑きとして認定される。情報収集にも長けており、大助すら知らない情報を持っている時もある。
人格的にも常識では掴めない人物で、ガチャポンが好きという子供っぽい面や、どう見ても変態としか思えない言動が多いというユーモラスな部分が多々ある一方、突然烈火の如く怒り出したり、真面目な表情を見せたりという面もある。
夢は「罰」を受けること。この世に生を受けた時から自分の周りに災厄が降りかかり、常に一人だけ生き残ってきた。図らずも炎のような生き方に罪悪感を覚えるが、“なにが罪なのか”自覚がないため「死んだら罪、生きている内は罪はない」という結果論を取る。そのためいつも全力で生きており、“虫”すら恐れていない。
何の感情もなく自らを殺してくれる相手として“ハンター”を求めていた。だが摩理の死亡を知り、またモルフォチョウの真相にまで辿り着き自分なりの答えを得たために赤牧市を去ろうとするが、亜梨子の説得に応じて最後まで見届けると約束する。その際、特環の人間に顔がバレないようにと亜梨子が包帯やテープで顔を覆い隠した。実際はバレバレで、お世辞にも格好が良いとは言えない変装だったが、本人はまんざらでもないようだった。
“強盗（ロバー）”
ハルキヨのネットワークに属する特殊型虫憑き。憑いている“虫”はマダラアシゾウムシ。特定の素材を“虫”に喰わせることで媒体を変えることができる。媒体を変える瞬間に“虫”が実体化するのが弱点。
アフリカ系の肌の色とドレッドヘアの長身の男で、イントネーションのずれた独特の話し方をする。特環の局員を襲い、装備を奪い取っていたため“強盗”と呼ばれていたが、“さくら”に欠落者にされる。
“司書”
声：夏樹リオ
赤瀬川グループが経営している私営図書館のアルバイトをしている特殊型虫憑き。憑いている“虫”は不明。本を媒体とした能力で、領域を拡大した隔離空間“司書室”を作り出し、その中で紙に書いた文章や絵を実現化させる事ができる。ハルキヨのネットワークにおいて情報の中心点的役割を担っている。古書専門の詐欺師で、貴重な書物の偽造・故買なんでもありのコレクター。美女ではあるが、「にひっ」という不気味な笑い方をするのが特徴。
ハルキヨを探しに図書館へやって来た亜梨子と、隠れていたハルキヨが逃げる時間稼ぎのために面倒くさがりながら渋々戦うも敗北し、ハルキヨの居場所を教えた。「流星群の夜」に味方の全滅を防ぐために“司書室”へと“大喰い”を一時的に閉じ込めるものの、圧倒的な力の前に隔離空間を破壊され、絶命する。この時、ハルキヨと「“司書”が集めたコレクションを一生守る」という約束を交わしている。
“管理人”
虫憑きを相手にアパートを構える虫憑き。隔離空間である密林を作り出し亜梨子と“まいまい”を追いつめたが、一玖によって領域を喰い尽くされ欠落者になった。家賃は高い。

### その他の虫憑き
リナ / “被検体2587号”
声：生天目仁美
特環に捕獲された、推定で火種六号レベルの分離型虫憑き。憑いている“虫”はナナホシテントウの“七星”で、広範囲に強力な衝撃波を放つ能力を持つ。過去に“ハンター”とも遭遇したこともある。捕獲されたときは無指定レベルだったが、一年間で急激に成長したため特環協力の説得に“かっこう”が動員された。その後、一号指定にも匹敵するまでの急成長を遂げる。
虫憑きの居場所を容赦なく潰す特環に対して強い憤りを覚え、虫憑きの居場所を創りたいというのが夢。また誰の夢もきっとどこかで繋がっていると思っている。その理想と強いカリスマ性は特環内にすらも大きな影響を与え、局員内に多くの賛同者を生んでいる。
多くの虫憑きを束ねるようになるが、それに反して本人の能力は全方位殲滅型で、仲間とともに戦うことには向いていない。
最強最悪の虫憑き“かっこう”と死闘を演じる運命にある。
“アキ”
元特環戦闘班所属で火種五号の分離型虫憑きで、憑いている“虫”はルリハムシ。爆発能力と擬態能力を持っていて、多数の“虫”を操ることができる。脱色した長髪を持つ少年。“かっこう”の戦友であったが、彼を理解できずにリナの脱走を手助けして特環を裏切った。特環を必要以上に意識しており、リナの仲間の中では温度差があり空回り気味。
「流星群の夜」でリナの代わりに多数の分離型虫憑きを率いて駆けつけたが、自分たちの分離型の虫が“大喰い”の力になっていることを知り、対消滅させるべく分離型虫憑きの仲間達と共に自ら欠落者となった。
鬼道 ツカサ（きどう ツカサ） / “優しい魔法使い”
どの組織にも属さない在野の分離型虫憑きの少女。憑いている“虫”はユウレイグモ。“虫”が張り付いた対象の感覚や身体情報を糸で繋がった対象に移し替えるという能力を持つ。能力は糸が切られれば解除される。また糸が繋がっている時間はツカサの精神力次第。
劣悪な家庭環境から小学校を卒業する頃に家出をし、そのまま生きるために同じような境遇の者たちの集まった、窃盗などの犯罪行為で生計を立てる少年グループに入る。要領が悪く“仕事”でも雑用でも足手纏いで、仲間の同情を買って生きる日々を送っていたが、ある日“仕事”で大きな失敗をしてしまう。その際に出会った少女を、仲間に許しを乞うための金を得るために謝礼目当てで助けた時に、生まれて初めて他人から感謝されたことで どうしようもない自分でも誰かを助けたいという夢を抱き“大喰い”に虫憑きにされた。
虫憑きになってからは、“虫”の力を人を救う“魔法”の力と呼び、特環をあしらいながら自らの能力を使って弱い人間を助け、弱者を守るために悪人を制裁していた。その集大成として、弱者を搾取する構造の頂点に位置するあるグループの会長を“虫”によって殺害することを計画する。実行の際“ハンター”とも遭遇するが「“虫”の力が魔法なんかじゃないことをすぐに思い知る」という言葉を残し、見逃された。
結果的に計画は成功したが、葬儀のときにその会長がツカサ自身が夢を持つきっかけになった少女の祖父だったことが判明、“ハンター”の言葉通り“虫”の力は“魔法”などというものではないと痛感し、そのときからグループを引き継ぐことになった少女をグループ内の対抗勢力から守るためだけに人生をかける。
モルフォチョウを宿した亜梨子と出会い、亜梨子と記憶を“交感”した後、自らの命を賭して“優しい魔法使い”として少女を守った。
記憶の交換によって“虫”の力に翻弄された彼女の人生を見たこと、そしてその壮絶な最期を目にしたことは、亜梨子が「虫憑きとは何なのか」と深く考える契機となった。
羽瀬川 祈梨（はせがわ いのり）
エミリア女学院生徒で分離型虫憑き。憑いている“虫”はハナグモ。大助たちとは合コンをしたときに会った。色んな場所を回って色んな人に会い、また異国館に帰ってくるという夢を持っていたが、異国館が取り壊されるという話を聞いて暴走し、“かっこう”によって欠落者にされた。
冬木 湊（ふゆき みなと）
能、「御津原」の主役の代役だった少年。「御津原」を日本中に広めたいという夢を持っていたために、“大喰い”に夢を喰べられた。
うらら&きらら
ハルキヨに招待され、亜梨子たちがやってきたオークションパーティーで商品にされていた分離型虫憑きの双子。うららが姉できららが妹。憑いている“虫”はテナガカマキリ。実際には妹のきららだけが虫憑き。引き離されるのを恐れたために二人が揃っていないと“虫”を出さないようにして双子とも虫憑きだと周囲に思わせていた。
ジット
オークションパーティーの用心棒で特殊型虫憑き。二酸化炭素を媒体とし、二酸化炭素を凝固させたドライアイスで攻撃する。自分ではプロを名乗っていたが、亜梨子と人格が入れ替わった摩理や、“霞王”とは力の差が歴然としていた。

### 始まりの三匹
“大喰い”（おおぐい） / エルビオレーネ
少年少女たちの夢を喰らい、虫を生みだす謎の存在。特環から「原虫指定」を受けている“始まりの三匹”。分離型の虫憑きを生み出す。真紅のロングコートと丸いサングラスをかけた麗人で“始まりの三匹”の中では最も目撃例が多い。
自らが生んだ分離型の虫憑きの能力を自在に使うことができるために“始まりの三匹”中、最高の戦闘能力を持つ。しかし、欠落者となった虫憑きの“虫”の能力は使用することができない。そのため、“大喰い”を倒す有効な手段は分離型虫憑きの殲滅だが、それを危惧して大助たちはこの事実を隠してきた。
“不死”の虫憑きが健在であるため、その能力によって決して倒すことのできない無敵の存在となっている。
虫憑きを生むことには何も感じておらず、自身の食欲を満たすためだけに夢を食べている。積極的に戦いを望むことはないが、自身の「食事」を邪魔する人間には容赦をしない。
“浸父”（しんぷ） / ディオレストイ
少年少女たちの夢を喰らい、虫を生みだす謎の存在。特環から「原虫指定」を受けている“始まりの三匹”。特殊型の虫憑きを生み出す。目撃例が“大喰い”次いで多い。願いを持つ者の前に「教会」と呼ばれる現実と隔絶された超空間を具現化し、教会内で虫憑きを生み出している。教会内ではほぼ無敵。
bugでは直接の出番はほとんどない。
“三匹目”（さんびきめ） / アリア・ヴァレイ / “先生”
少年少女たちの夢を喰らい、虫を生みだす謎の存在。特環から「原虫指定」を受けている“始まりの三匹”。同化型の虫憑きを生み出す。特環による殲滅作戦後も生存が確認された。他の“始まりの三匹”と異なり、特定の体を持たず狙った夢の持ち主の身近な人物を宿主にするため、目撃例は皆無に近い。
能力は無機質との同化能力で、どんな物体とさえ同化し、通り抜けることができる。他にも宿主の身体が丈夫になったり自己治癒能力が高まったりするが、直接的な戦闘能力は皆無で、“始まりの三匹”では最弱の存在。
本来ならば1人を虫憑きにすると再び眠りにつき、宿主はアリア・ヴァレイと自分が虫憑きにした相手に関する記憶を失う。しかし摩理を虫憑きにした際には眠りにつけず、青播磨島で2人目の虫憑きを生むことになる。このイレギュラーについて、本人は自分が虫憑きにするときに「その人間の体が作り変えられる」ため、病人（普通でない状態の肉体）をさらに作り変えたことが思わぬ欠陥（バグ）を生んだのではないかと考えている。
“先生”が摩理からもらった首飾りは後に、青播磨島で生んだ虫憑きの少女に譲られることになる。その後、燃え落ちる島の中でアリア・ヴァレイと別れる際、“先生”はアリア・ヴァレイにその首飾りの中で眠りにつくように頼み、いつかアリア・ヴァレイとの再開を約束した。“先生”と別れた後のアリア・ヴァレイをめぐる物語は、青播磨島で生んだ虫憑きの少女とともに本編で語られている。

### 一般人
赤瀬川 七那（あかせがわ ななな）
ツカサが虫憑きになるきっかけとなった少女で、“優しい魔法使い”に憧れている。赤瀬川グループの新会長。
自分の前に現れなくなった“優しい魔法使い”を探すために、また同じ存在になりたいために虫憑きになる方法を求めており亜梨子の前にも現れる。“大喰い”とも遭遇するが虫憑きにはしてもらえなかった。
“流星群の夜”をお膳立てするが、その結末を見たことやその後のリナとの接触から、虫憑きに虚しさを感じ、虫憑きになりたいという気持ちは失った。
ローマ字の「J」を逆さにしたような形のステッキを持っており、口癖は「やはは」。

## キーワード
ホルス聖城学園（ホルスせいじょうがくえん）
亜梨子や恵那の通う学校。授業料が高く上流階級の生徒が多いため、校則も厳しい。
亜梨子の監視についている大助を含め、何人かの特環局員が学園に存在するようだ。
特別環境保全事務局（とくべつかんきょうほぜんじむきょく）
既存の組織だけでは対応することが出来ないほどに増えた虫憑きを管理・捕獲するために設立された政府の極秘機関。捕らえた虫憑きに訓練を施し、彼らに在野の虫憑きを捕獲させて管理している。通称「特環（トッカン）」。
エミリア女学院（エミリアじょがくいん）
ノイルや祈梨の通う学校。ホルス聖城学園とは姉妹校にあたる。
青播磨島
かつて特環による大規模な“三匹目”掃討作戦が行われた島。自衛隊をも投入し、圧倒的な火力で島全体を焼き払った。現在は記録上存在しない。
特環と春祈代が初めて交戦した場所でもある。
流星群の夜
ペルセウス座流星群の夜に火蓋の切られた“大喰い”との決戦。
この決戦は虫憑きたち、特に一号指定の多くのその後に大きく影響を与えることとなる。
ケモノマン
イラスト担当であるるろおの同人誌から発祥。エイプリルフールのネタとして岩井恭平のホームページに登場して以降、細かなところで登場している。
正確には「肉食戦隊ケモノマン」という5人組で、リーダーはケモノバニー。
魔法の薬
花城摩理が所有する本の中で特にお気に入りの絵本。
大まかなあらすじは「ある村に住む不治の病で寝たきりのパトリシアのもとに魔法使いのおばあさんが現れ、天使の薬と悪魔の薬の2種類を提示する。天使の薬を飲めば、病は治り末永く暮らせるが、周りの人はパトリシアのことを忘れてしまう。悪魔の薬を飲めば、死んでしまうがパトリシアのことを大切な人がいつまでも覚えててくれる。パトリシアは2つのうち、悪魔の薬を選んだことで死んでしまうが、村のみんなはいつまでもパトリシアのことを忘れなかった。」というもの。
幼いころから病気がちだった花城摩理は自分の境遇と重ね合わせたうえで、なぜパトリシアが悪魔の薬を選んだのかと疑問に思っていた。当初は花城摩理として死ぬ運命にあったが、パトリシアとは違い、自分が死んでも誰も自分のことを覚えてくれないんじゃないかという恐怖とあきらめの気持ちを持っていた。しかし”三匹目”によって超常の力を扱える”虫憑き”となり、さらに一之黒亜梨子と親友になったことで、自身が亜梨子に"虫”を遺し、数少ない生きていた頃の自分を覚えてくれている亜梨子の人格の消滅と引き換えに亜梨子の肉体を乗っ取ることで復活するという計画を立てた。
たびたび出現する摩理の人格によって、特環に花城摩理は”天使の薬”を選んだと考えられていたが…？

## 既刊一覧
- 岩井恭平（著）・るろお（イラスト） 『ムシウタbug』 角川書店〈角川スニーカー文庫〉、全8巻
  1. 「夢回す銀槍」2004年8月1日初版発行（7月31日発売[11]）、ISBN 4-04-428806-2
  2. 「夢囚われる戦姫」2005年1月28日初版発行（1月29日発売[12]）、ISBN 4-04-428808-9
  3. 「夢狙う花園」2005年10月29日初版発行（同日発売[13]）、ISBN 4-04-428811-9
  4. 「夢並ぶ箱船」2006年7月29日初版発行（同日発売[14]）、ISBN 4-04-428814-3
  5. 「夢まどろむ迷子」2007年5月1日初版発行（4月28日発売[15]）、ISBN 978-4-04-428816-7
  6. 「夢恋する咎人」2008年1月1日初版発行（2007年12月28日発売[16]）、ISBN 978-4-04-428819-8
  7. 「夢高まる鳴動」2008年6月1日初版発行（5月31日発売[17]）、ISBN 978-4-04-428820-4
  8. 「夢架ける銀蝶」2008年12月27日初版発行（同日発売[18]）、ISBN 978-4-04-428821-1